# التحالف للتقدم والعدالة
التحالف للتقدم والعدالة (بالفرنسية: Alliance pour le Progrès et la Justice) هو حزب سياسي في السنغال. في الانتخابات التشريعية في 29 أبريل 2001، فاز الحزب بنسبة 0.8٪ من الأصوات الشعبية ومقعد واحد من أصل 120 مقعدًا. في الانتخابات التشريعية التي جرت في 3 يونيو 2007، فاز الحزب بنسبة 1.94٪ من الأصوات الشعبية ومقعد واحد من أصل 150 مقعدًا.